# الدوري الفنلندي لكرة السلة
الدوري الفنلندي لكرة السلة هو دوري كرة سلة للمحترفين في فنلندا تأسس في 1939 يلعب فيه 11 فريقاً. يعتبر فريق بانتريت هو الأكثر تتويجا باللقب.

## أبرز الفرق
- بانتريت

## وصلات خارجية
- الموقع الإلكتروني